# Mojoagung (Soko)
Mojoagung is een bestuurslaag in het regentschap Tuban van de provincie Oost-Java, Indonesië. Mojoagung telt 3290 inwoners (volkstelling 2010).